# プラエネスティーナ街道
プラエネスティーナ街道（ラテン語: Via Praenestina）は古代ローマのローマ街道で、ローマと約18km東のガビ (Gabii) を結んでいた。そのため当初はガビ街道と呼ばれていたが、更に約15km南東のプラエネステ（現：パレストリーナ）まで延伸されたことから、この呼び名となった。その後、アペニン山脈のアニオ川（アニエーネ川）源流域まで延伸された。
ローマ市内の起点はセルウィウス城壁のエスクイリーナ門で、その後アウレリアヌス城壁をプラエネスティーナ門（現 マッジョーレ門）の所で通り抜け市外に続いていた。起点からプラエネスティーナ門まではラビカナ街道と同じ経路を通っていた。

## 街道の経路図

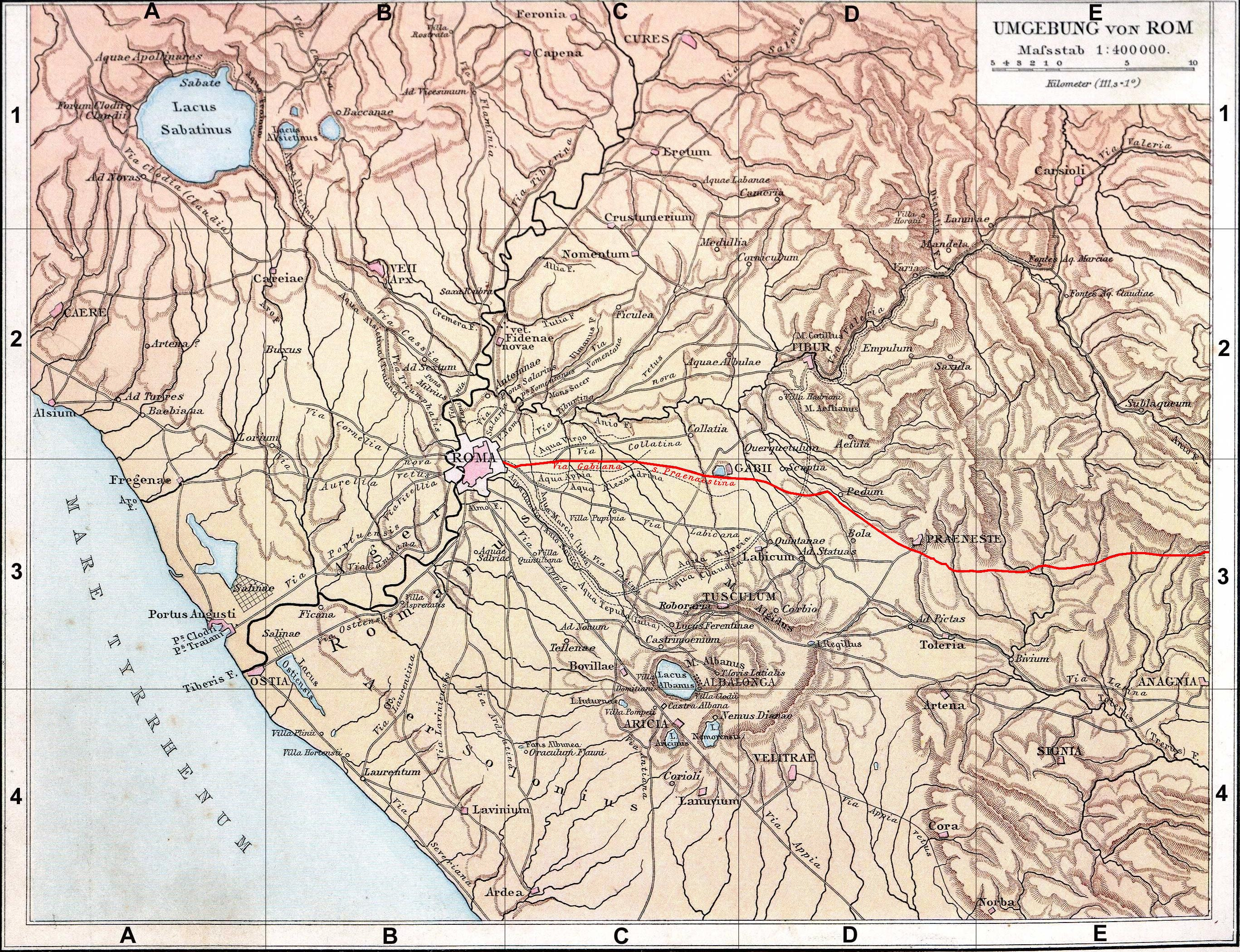
プラエネスティーナ街道の経路（赤線）